# 沃爾納特普雷里 (伊利諾伊州)
沃爾納特普雷里（英語：Walnut Prairie）是位於美國伊利諾伊州克拉克縣的一個非建制地區。該地的面積和人口皆未知。

## 地理
沃爾納特普雷里的座標為39°14′27″N 87°39′58″W / 39.24083°N 87.66611°W，而該地的平均海拔高度為147米（即482英尺）。